# Hipertymia
Hipertymia – cecha wysycenia emocjonalnego charakteryzująca się nadmierną i przesadną ekspresją.